# Invicta (Bologna)
Invicta is een historisch merk van motorfietsen.
De bedrijfsnaam was Ditta Motocicli Invicta, A. Zanasi, Bologna.
Het is een Italiaans merk dat van 1951 tot 1954 lichte tweetakt- motorfietsen tussen 74- en 123 cc produceerde.